# جوي جونستون
جوي جونستون هو لاعب هوكي الجليد كندي، ولد في 3 مارس 1949 في بيتيربوروغ في كندا.

## وصلات خارجية
- جوي جونستون على موقع دوري الهوكي الوطني (الإنجليزية)
- جوي جونستون على موقع EliteProspects.com (الإنجليزية)
- جوي جونستون على موقع HockeyDB.com (الإنجليزية)
- جوي جونستون على موقع Hockey-Reference.com (الإنجليزية)